# Kaplica Matki Boskiej Śnieżnej pod Hvězdą
Kaplica Matki Boskiej Śnieżnej pod Hvězdą (niem. Schneekirchlein) – zabytkowa kaplica wybudowana w 1709 w Křinicach - Ameryce pod szczytem  Hvězda w Broumovskich Ścianach. 

## Historia
Barokowa kaplica Matki Boskiej Śnieżnej została zbudowana w 1709 przez broumovskiego rajcę Ignacego Zinke. Odrestaurowana  w 1802 i odnowiona w 1997. Kaplicę nabyła gmina Křinice, na terenie której się znajduje. W 2011 gmina zleciła broumovskiemu proboszczowi Martinowi Lanži poświęcenie figury MB, której brakowało w kaplicy.

## Opis
Kaplica wybudowana na planie koła, kryta dachem z latarnią. Do wejścia, w kamiennym prostokątnym portalu, prowadzą dwa schody; nad nim owalne okno (oculus).